# Hope (film, 2014)
Pour les articles homonymes, voir Hope.
Pour plus de détails, voir Fiche technique et Distribution.
Hope est un film français écrit et réalisé par Boris Lojkine, sorti en 2014. 
Présenté à la Semaine de la critique du festival de Cannes 2014, il remporte le Prix SCAD.

## Synopsis
Léonard fuit le Cameroun, Hope le Nigéria. Rapprochés par le hasard après avoir traversé le Sahara, ils se retrouvent tous deux confrontés à l’injustice, au racisme, et à la violence une fois arrivés au Maroc. D’abord méfiants, ils vont apprendre à se connaître, puis à s’aimer, et essaieront de traverser ensemble les nombreuses épreuves que réserve le voyage entre le sud du Maroc et  l’Europe.

## Fiche technique
- Titre : Hope
- Réalisation : Boris Lojkine
- Scénario : Boris Lojkine
- Musique : David Bryant
- Photographie : Elin Kirschfink
- Prise de son / Montage son : Marc-Olivier Brullé
- Montage : Gilles Volta
- Mixage : Alexandre Widmer
- Production : Bruno Nahon
- Société de production : Zadig Films
- Pays de production :  France
- Format : couleur - 1,85:1
- Durée : 91 minutes
- Date de sortie : 
  - France : 20 mai 2014 (festival de Cannes 2014) ; 28 janvier 2015 (sortie nationale)

## Distribution
- Endurance Newton : Hope
- Justin Wang : Léonard

## Distinctions

### Récompenses
- Festival Premiers Plans d'Angers 2015 : Prix du public long métrage Français[2]
- Festival de Cannes 2014 : Prix SACD (sélection Semaine de la critique) et prix du Grand Rail d'Or
- Festival du film francophone d'Angoulême 2014 : Valois de la mise en scène et Valois Magelis
- Ramdam Festival - édition 2015 : sélection officielle pour la catégorie Fiction et prix du film le plus dérangeant de la catégorie fiction remis par les organisateurs du festival à la suite de l'annulation du festival pour cause de menaces terroristes.

### Sélections
- Festival de Cannes 2014 : en compétition pour la Caméra d'or
- Prix du film le plus dérangeant de la catégorie fiction de la 5e édition du Ramdam Festival, le festival du film qui dérange.